# Badéo
Badéo est une localité du Cameroun située dans l'arrondissement de Petté, le département du Diamaré et la région de l’Extrême-Nord. Elle fait partie du canton de Petté rural.

## Population
En 1975, la localité comptait 143 habitants, dont 136 Peuls et 7 Mofu.
Lors du recensement de 2005, on y a dénombré 458 personnes.